# Усачовка (Приморський край)
Усачовка (рос. Усачёвка) — село в Хорольському районі Приморського краю Росії. Входить до складу Благодатненського сільського поселення.

## Населення
Чисельність населення за роками:
| 2002 | 2010 |
| ---- | ---- |
| 295  | 170  |

За даними перепису населення 2010 року на території села проживало 170 осіб. Частка чоловіків у населенні складала 50% або 85 осіб, жінок — 50% або 85 осіб. Національний склад станом на 2002 рік: росіяни — 88,1% або 260 осіб, українці — 9,5% або 28 осіб.